# Павия
Пави́я (итал. Pavia [paˈviːa], ломб. Pavia, лат. Papia, Ticinum) — город в Италии в области Ломбардия. Административный центр провинции Павия.
Находится в 35 км к югу от Милана, в нижнем течении реки Тичино, недалеко от её впадения в По. Известен плодородием своей почвы — развито производство сельскохозяйственной продукции, включая вино, рис, крупы и молочные продукты. Центр римско-католического диоцеза. Население — 71 297 человек (2024).
Является частью Via Francigena — паломнической дороги средневековой Европы.
Покровительницей города почитается Пресвятая Богородица (храм Пресвятой Богородицы в Вифлееме, квартал Borgo Ticino, празднование 5 августа), а также святой Сир, блаженный Августин и святой Феодор, празднование 9 декабря и 28 августа.
Город имел огромное политическое значение в 572—774 годах, когда был столицей Лангобардского королевства.

## Этимология
Во времена Римской империи Павия носила название Тицин (итал. Ticinum), которое, вероятно, происходило от названия реки Тичино (итал. Ticino).
Во эпоху лангобардов название было изменено на «Папия» (итал. Papia). Существует несколько гипотез происхождения данного названия. По одной версии, оно происходит от древнеримского рода Папириев, которым было поручено организовать новый муниципалитет после 49 года до н.э..
Согласно другой версии, название «Папия» происходит от греческого слова Papìas (рус. Хранитель дворца), которое было дано городу византийскими солдатами во время их войн с готами. В основном данная версия считается маловероятной, так как самые ранние упоминания о названии были во время лангобардов. Однако её сторонники утверждают, что это имя могло появиться в период между 553 и 569 годами.
Итальянский историк Джан Пьеро Бонетти (итал. Gian Piero Bognetti) выдвинул гипотезу, что название города происходит от готского слова papan (рус. Епископ или Папа), предполагая, что после заключительной части греко-готской войны Павия была одним из последних городов, перешедших под контроль Византии, и могла служить резиденцией последнего епископа арианской готской церкви в Северной Италии. Однако эта теория была отвергнута большинством ученых.
В 568 году город все еще носил название Тицин.
Павия — один из немногих городов в Италии, чье название изменилось в раннем Средневековье. Происхождение современного названия до сих пор остается неясным.

## Физико-географическая характеристика

### Климат
| Показатель                                               | Янв. | Фев. | Март | Апр. | Май  | Июнь | Июль | Авг. | Сен. | Окт. | Нояб. | Дек. | Год  |
| -------------------------------------------------------- | ---- | ---- | ---- | ---- | ---- | ---- | ---- | ---- | ---- | ---- | ----- | ---- | ---- |
| Средний суточный максимум, °C                            | 5,7  | 8,4  | 14,6 | 18,9 | 23,6 | 28,4 | 30,3 | 29,2 | 24,8 | 18,1 | 11,7  | 6,4  | 18,3 |
| Средняя температура, °C                                  | 2,9  | 4,7  | 9,9  | 14,1 | 18,5 | 23,1 | 24,9 | 24,0 | 19,8 | 14,3 | 8,9   | 3,8  | 14,1 |
| Средний суточный минимум, °C                             | 0,1  | 1,1  | 5,2  | 9,4  | 13,4 | 17,9 | 19,4 | 18,8 | 14,9 | 10,4 | 6,0   | 1,3  | 9,8  |
| Норма осадков, мм                                        | 67   | 67   | 70   | 72   | 81   | 72   | 63   | 80   | 64   | 105  | 102   | 71   | 914  |
| Источник: https://www.climieviaggi.it/clima/italia/pavia |      |      |      |      |      |      |      |      |      |      |       |      |      |

## История
Плиний Старший утверждает, что основание города Тицинума (лат. Ticinum) на Эмилиевой дороге связано с древними лигурами. В 476 году, во время событий, приведших к падению Западной Римской империи, Тицинум был разрушен военачальником Одоакром, который одержал победу над римским патрицием Орестом. Павия приняла христианство в период епископства святого Арментария, скончавшегося в 451 году.
Около 490 года город был захвачен Теодорихом Великим, который построил здесь дворец с термами и театром, а также укрепил его оборонительные сооружения. Позднее Тицинум был отвоёван византийским полководцем Нарсесом. В 572 году, после длительной осады, город был захвачен лангобардами. Их предводитель Альбоин сделал Тицинум столицей Лангобардского королевства и переименовал его в Папию (Papia).
В июне 774 года, после очередной осады, Павия была захвачена Карлом Великим, который здесь же короновался королём лангобардов. Последним монархом, короновавшимся в городе, стал Фридрих Барбаросса в 1155 году.
В XII—XIII веках жители Павии управляли своей коммуной в основном самостоятельно. Противостоя врагу — Милану, — они поддерживали сторону гибеллинов. В 1056 году соперничество между Павией и Миланом переросло в войну, которая продолжалась долгое время с переменным успехом (сражение при Кампоморто (1061)); Павия была вынуждена призвать на помощь императора.
После длительного сопротивления, в 1359 году жители Павии окончательно признали верховенство миланской династии Висконти. Именно Висконти основали университет Павии, который стал единственным университетом на территории Миланского герцогства и приобрёл особую славу благодаря выдающимся правоведам.
В 1525 году близ Павии произошла битва при Павии — одно из ключевых сражений Итальянских войн, в ходе которого французский король Франциск I попал в плен. После этого Ломбардией до 1859 года правили Габсбурги — сначала испанские, а затем австрийские. В этот период Павия утратила своё прежнее политическое и экономическое значение.

## Транспорт
Железнодорожная станция, открытая в 1862 году, является частью железной дороги Милан–Генуя и конечной станцией четырех второстепенных железных дорог, связывающих Павию с Алессандрией, Мантуей, Верчелли и Страделлой.
Павия также связана с Миланом линией S13 пригородной железной дороги Милана с поездами, отправляющимися каждые 30 минут. Станция Павия Порта Гарибальди — небольшая железнодорожная станция, расположенная на линии Павия–Мантуя.

## Достопримечательности

### Религиозные памятники и сооружения
- Главные художественные сокровища города хранит Чертоза — картезианский монастырь в 8 км по дороге на Милан. Он был заложен в 1396 году по приказу Джана Галеаццо Висконти как семейная усыпальница рода Висконти. Строительство, осуществлявшееся несколькими поколениями семьи Солари, продолжалось более века, за время которого готический стиль уступил место ренессансным тенденциям. В интерьере хранятся произведения искусства, включая картины, фрески и скульптуры таких мастеров, как Бергоньоне, Перуджино, Луини, Гверчино и других.
- Павийский собор[итал.] (Дуомо) был заложен в 1488 году и строился в течение 410 лет. По высоте центрального купола (97 метров) он занимает третье место среди итальянских храмов, уступая лишь собору Святого Петра в Риме и Санта-Мария-дель-Фьоре во Флоренции. Рядом с собором стояла башня XIV века, одна из многих подобных, которая обрушилась в марте 1989 года.Павийский собор[итал.]

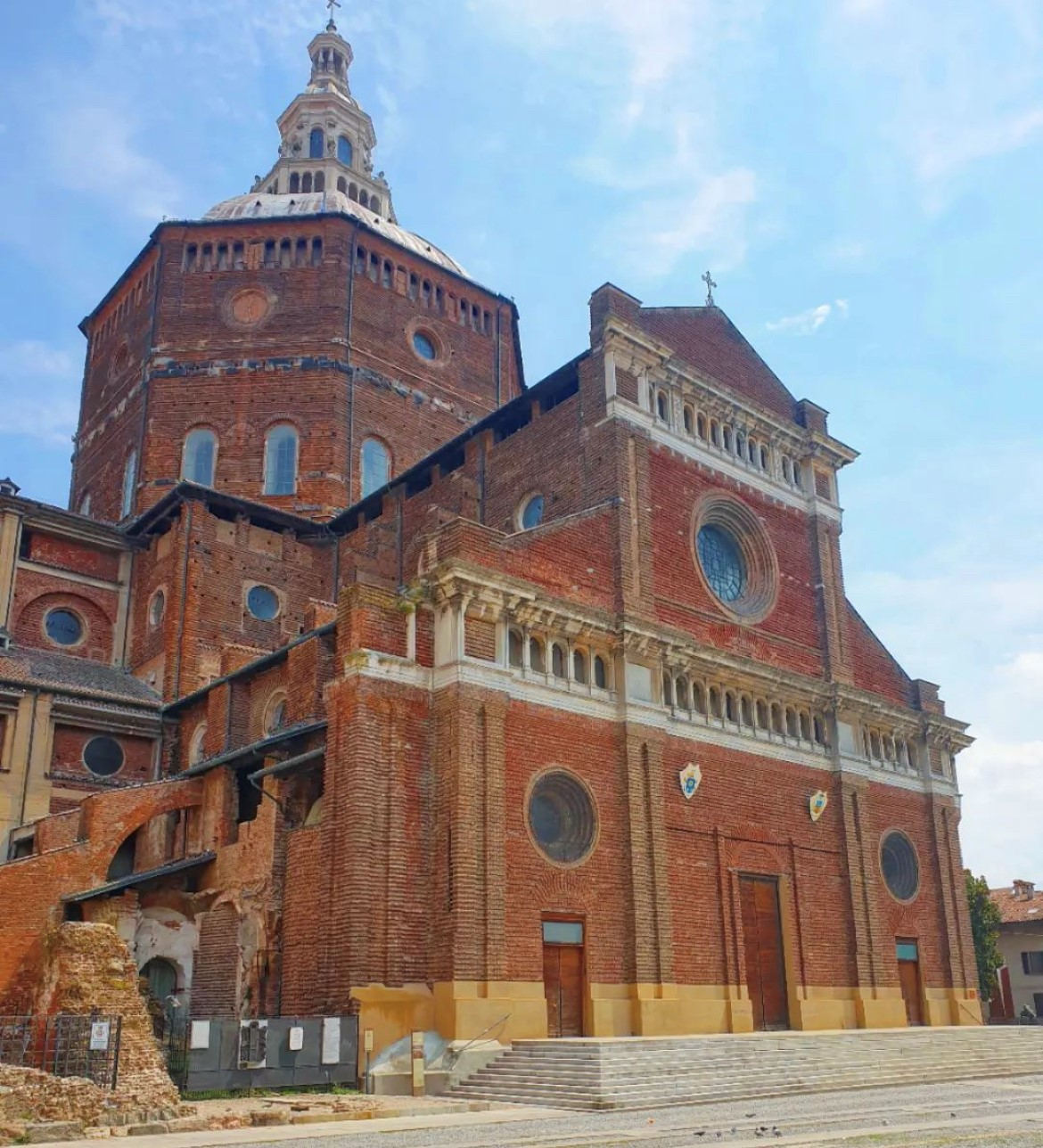
Павийский собор

- Церковь Сан-Микеле-Маджоре, построенная в XI—XII веках, является одним из лучших образцов ломбардской романики. Она была возведена на месте руин более древнего храма, существовавшего во времена лангобардской столицы. В год её освящения здесь был коронован Фридрих Барбаросса. Гробница св. Августина в церкви св. Петра

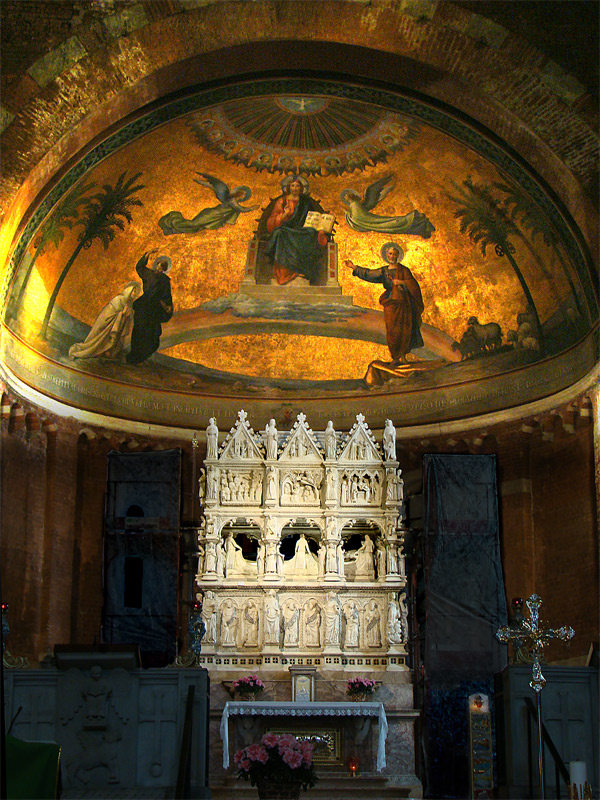
Гробница св. Августина в церкви св. Петра

- Санта-Мария-дель-Кармине[итал.] — памятник ломбардской кирпичной готики времён первых Висконти. По размерам уступает лишь собору.
- Базилика святого Петра «в Золотом небе» — характерный памятник ломбардского стиля XII века, построенный на месте древней базилики с захоронениями лангобардских королей Августина и Боэция.
- Укреплённая резиденция миланских Висконти (XIV век), под стенами которой шумела знаменитая битва при Павии.
- Санта-Мария-ди-Канепанова[итал.] — лучший в городе памятник ренессансного зодчества. Круглый в плане храм строился в 1500-07 гг. по проекту Джованни Антонио Амадео, вероятно, под впечатлением от миланских работ Браманте.
- Из памятников римской старины долгое время сохранялся мост Коперто через Тичино, заменённый в половине XIV века живописной крытой постройкой, которая погибла во время Второй мировой войны, но впоследствии была отстроена в формах, напоминающих первоначальные.
- Колледжи Гисльери[англ.] и Борромео[англ.] — одни из старейших в Ломбардии, основанные в 1560-е годы соответственно Папой Павлом V и Карлом Борромео.

### Парки и сады
- В 1985 году был основан парк Вернавола.

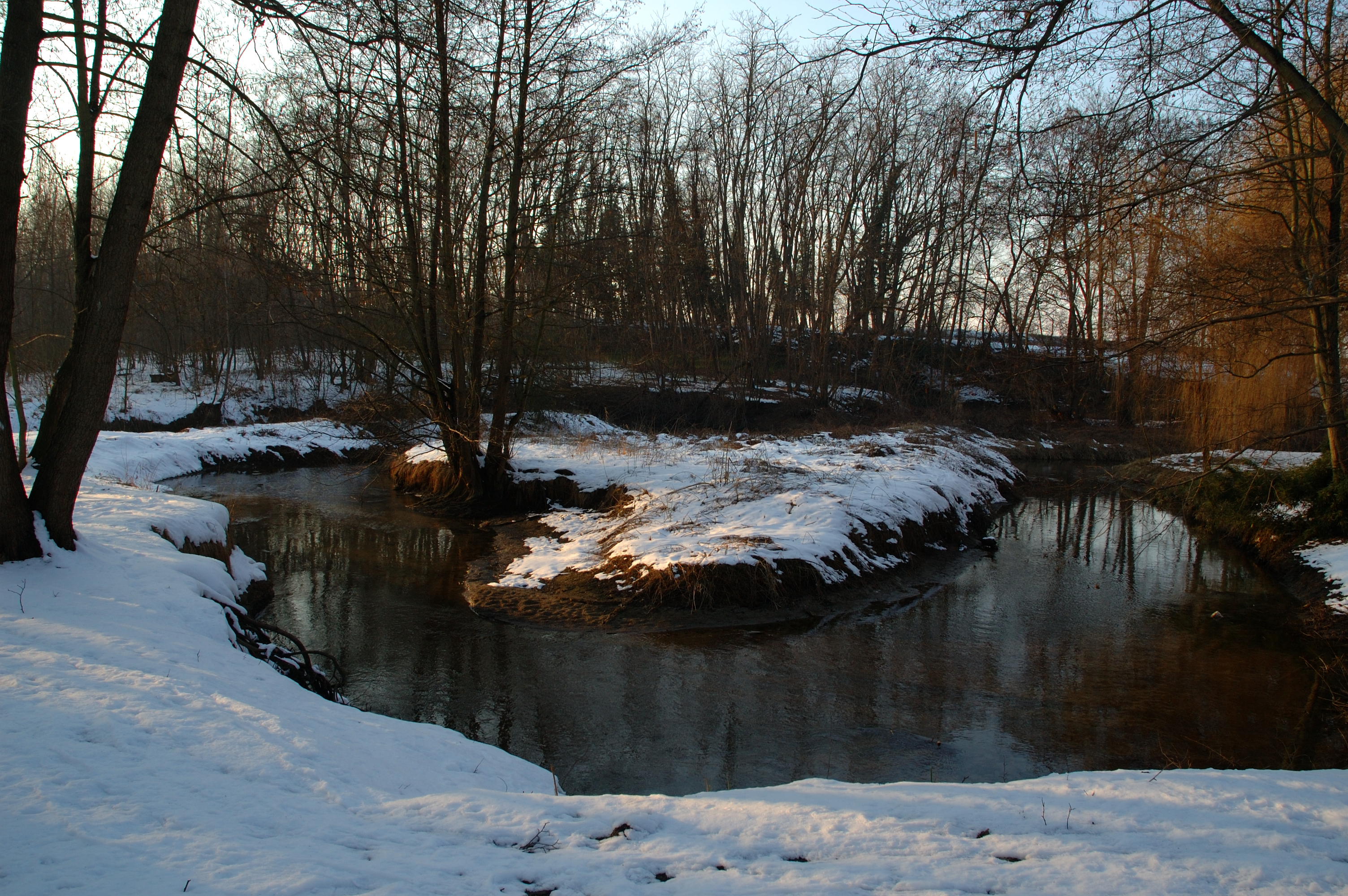
Парк Вернавола

## Персоналии
- Лиутперт (убит в 702) — король лангобардов в 700—702 годах.
- Фридрих V (1164 – ок. 1170) — герцог Швабии.
- Дечембрио, Пьер Кандидо (1398—1477) — один из ранних итальянских гуманистов, писатель, переводчик.
- Анджело Скаренцио (1831—1904) — итальянский медик, педагог, профессор.

## Международные отношения

### Города-побратимы
По состоянию на 2025 год у города Павии имеются побратимские отношения с 6 зарубежными городами.
| Страна                | Город-побратим | Год установления связи |
| --------------------- | -------------- | ---------------------- |
| Франция               | Безансон       | —                      |
| Литва                 | Вильнюс        | —                      |
| Германия              | Хильдесхайм    | —                      |
| Государство Палестина | Вифлеем        | —                      |
| Греция                | Закинтос       | —                      |
| Кот-д’Ивуар           | Аяме           | —                      |

В процессе переговоров:
- Херсбрукк, Германия

## Комментарии
1. ↑  В 553 году Павия, которая в то время оставалась последним не павшим городом Остготского королевства, была захвачена Византийской империей. В 569 году город был захвачен лангобардами.